# Dartmouth (Devon)
Dartmouth (/ˈdɑːrtməθ/) é uma cidade e paróquia civil no condado inglês de Devon. É um destino turístico situado na margem ocidental do estuário do rio Dart, que é uma longa e estreita ria de maré que vai para o interior até Totnes. Situa-se na Área de Destacada Beleza Natural de South Devon e no distrito de South Hams, e tinha uma população de 5.512 habitantes em 2001, reduzida para 5.064 no censo de 2011. Há dois distritos eleitorais na área de Dartmouth (Townstal e Kingswear). Sua população combinada no censo acima era de 6.822.

## História
Em 1086, o Domesday Book listou Dunestal como o único assentamento na área que hoje constitui a paróquia de Dartmouth. A propriedade era de Walter de Douai. A cidade tinha duas equipes de arado, dois escravos, cinco aldeões e quatro pequenos proprietários. Havia seis cabeças de gado, 40 ovelhas e 15 cabras. Nessa época, Townstal (como o nome se tornou) era aparentemente um assentamento puramente agrícola, centrado em torno da igreja. Walter de Douai se rebelou contra William II, e suas terras foram confiscadas e adicionadas à Honra de Marshwood (Dorset), que subarrendou Townstal e Dartmouth para os FitzStephens. Foi provavelmente durante a primeira parte de sua propriedade que Dartmouth começou a crescer como porto, pois era de importância estratégica como porto de águas profundas para embarcações a vela. O porto foi usado como ponto de partida para as Cruzadas de 1147 e 1190, e supõe-se que o riacho Warfleet, próximo ao castelo de Dartmouth, tenha recebido esse nome devido às grandes frotas que se reuniam ali. Dartmouth foi o lar da Marinha Real desde o reinado de Edward III e foi surpreendida e saqueada duas vezes durante a Guerra dos Cem Anos, após a qual a foz do estuário era fechada todas as noites com uma grande corrente. A estreita foz do Dart é protegida por dois castelos fortificados, o castelo de Dartmouth e o castelo de Kingswear. Originalmente, o único cais de Dartmouth era a enseada de Bayard, uma área relativamente pequena protegida por um forte no extremo sul da cidade.
Em 1373, Geoffrey Chaucer visitou a cidade e, entre os peregrinos, escreveu em Os Contos de Cantuária,

Um marineiro estava lá, conquistando-o com seu vestido;

Pois se eu soubesse, ele era de Dartmouth.

Tradução livre de:

A schipman was ther, wonyng fer by weste;

For ought I wost, he was of Dertemouthe.
Apesar das conexões de Dartmouth com a coroa e com a sociedade respeitável, a cidade foi uma importante base para a prática de corsários na época medieval. John Hawley ou Hauley, um corsário licenciado e prefeito de Dartmouth por algum tempo, tem a reputação de ser um modelo para o "schipman" de Chaucer.
A rua mais antiga de Dartmouth a ser registrada por nome (no século XIII) é a rua Smith. Várias das casas da rua são originalmente do final do século XVI ou início do século XVII e provavelmente foram reconstruídas no local de residências medievais anteriores. O nome da rua, sem dúvida, deriva dos ferreiros e carpinteiros navais que construíam e consertavam navios aqui quando as águas da maré chegavam até esse ponto. A rua Smith também foi o local do pelourinho da cidade na época medieval.
A primeira igreja da paróquia foi a de St. Clement, Townstal, que pode ter existido de alguma forma antes da década de 1190. Ela foi concedida pelos FitzStephens à Torre Abbey por volta de 1198, tendo a abadia sido fundada em 1196, e a atual igreja construída em pedra provavelmente foi iniciada pouco depois disso.

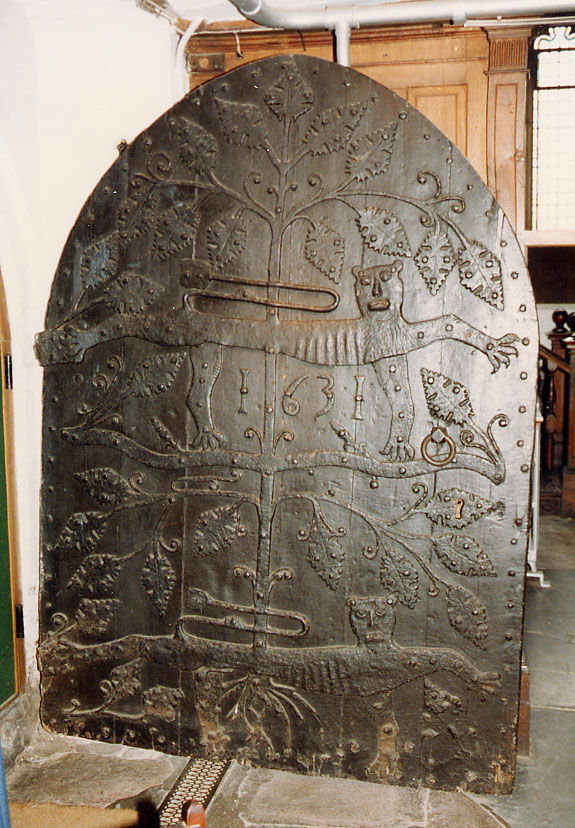
Porta da igreja medieval de St Saviour, com leopardos armoriais

As transações senhoriais foram registradas pela primeira vez em 1220, quando a casa senhorial ficava em Norton, cerca de 800 metros a oeste de Townstal. Os nomes das ocupações também começaram a aparecer, incluindo taverneiro, alfaiate, engreneiro, corticeiro, ourives, luveiro, peleiro e padeiro. A "Fosse", hoje rua Foss, uma represa do outro lado do riacho, conhecida mais tarde como The Mill Pool, foi mencionada pela primeira vez em 1243. O fluxo de água da piscina através do Mill Gullet acionava um moinho de maré. A represa era usada como uma trilha não oficial que ligava Clifton, ao sul, a Hardness, ao norte. Antes disso, era necessário ir para o oeste até a cabeceira do riacho em Ford para viajar entre os dois assentamentos. O senhor da mansão recebeu o direito de realizar um mercado semanal e uma feira anual em 1231. Em 1281, um caso legal provou que o Senhor de Totnes tinha o direito de cobrar pedágio dos navios que usavam o rio, e esse direito foi comprado por Nicholas de Tewkesbury em 1306, que transferiu a cidade, o rio e o porto para o rei em 1327, tornando Dartmouth um Bairro Real. Em 1333, o rei cedeu o rio ao Ducado da Cornualha, que ainda possui o "fundus" ou leito do rio. Em 1335, Edward III concedeu Dartmouth a Joan de Carew, cujo marido era Lorde de Stoke Fleming, e quase imediatamente ela obedientemente passou o senhorio para Guy de Bryan, um dos principais ministros do rei. Em 1341, a cidade recebeu uma Carta Régia, que permitia a eleição de um prefeito. O bairro era obrigado a fornecer dois navios durante quarenta dias por ano. Depois de 1390, não se ouviu mais falar em direitos de senhorio, e o bairro tornou-se efetivamente independente de qualquer senhor.

A Igreja de St. Saviour foi construída em 1335 e consagrada em 1372. Ela contém um coro alto de carvalho pré-Reforma construído em 1480 e vários monumentos, incluindo o túmulo de John Hawley (falecido em 1408) e suas duas esposas, coberto com uma grande efígie em placa de bronze dos três. Uma grande porta medieval de ferro é decorada com dois leopardos dos Plantagenetas e possivelmente é o portal original. Embora esteja datada de 1631, acredita-se que essa seja a data de uma reforma subsequente coincidente com as grandes reformas da igreja no século XVII. A galeria da igreja é decorada com os brasões heráldicos de famílias locais proeminentes e tem a reputação de ter sido construída com madeiras de navios capturados durante a derrota da Armada Espanhola, embora isso não tenha sido categoricamente comprovado. Uma gravura de uma pintura de Thomas Allom do interior da igreja, mostrando o coro alto, serviu de inspiração para a ilustração poética de Letitia Elizabeth Landon, Dartmouth Church, em Fisher's Drawing Room scrap Book, 1833.
Na época medieval, o acesso à terra a partir da direção de Totnes passava pela mansão em Norton e pela igreja paroquial em Townstal antes de descer abruptamente ao longo do que hoje é a Church Road, o Mount Boone e  Ridge Hill até o rio em Hardness. Havia rotas mais íngremes por Townstal Hill e rua Clarence e também por Brown's Hill. Todas eram íngremes demais para veículos, portanto, o único acesso por terra era por meio de cavalos de carga. Em 1671, há a primeira menção à construção do "New Ground". Um banco de areia existente anteriormente foi construído com lastro de navios e um muro de cais foi erguido ao redor dele para proporcionar mais espaço de atracação. A área se mostrou instável demais para ser construída, e hoje é o Royal Avenue Gardens. Originalmente, ela era ligada à esquina do cais por uma ponte, em frente à rua Duke. Na outra extremidade do Cais, Spithead se estendia até o rio por alguns metros.

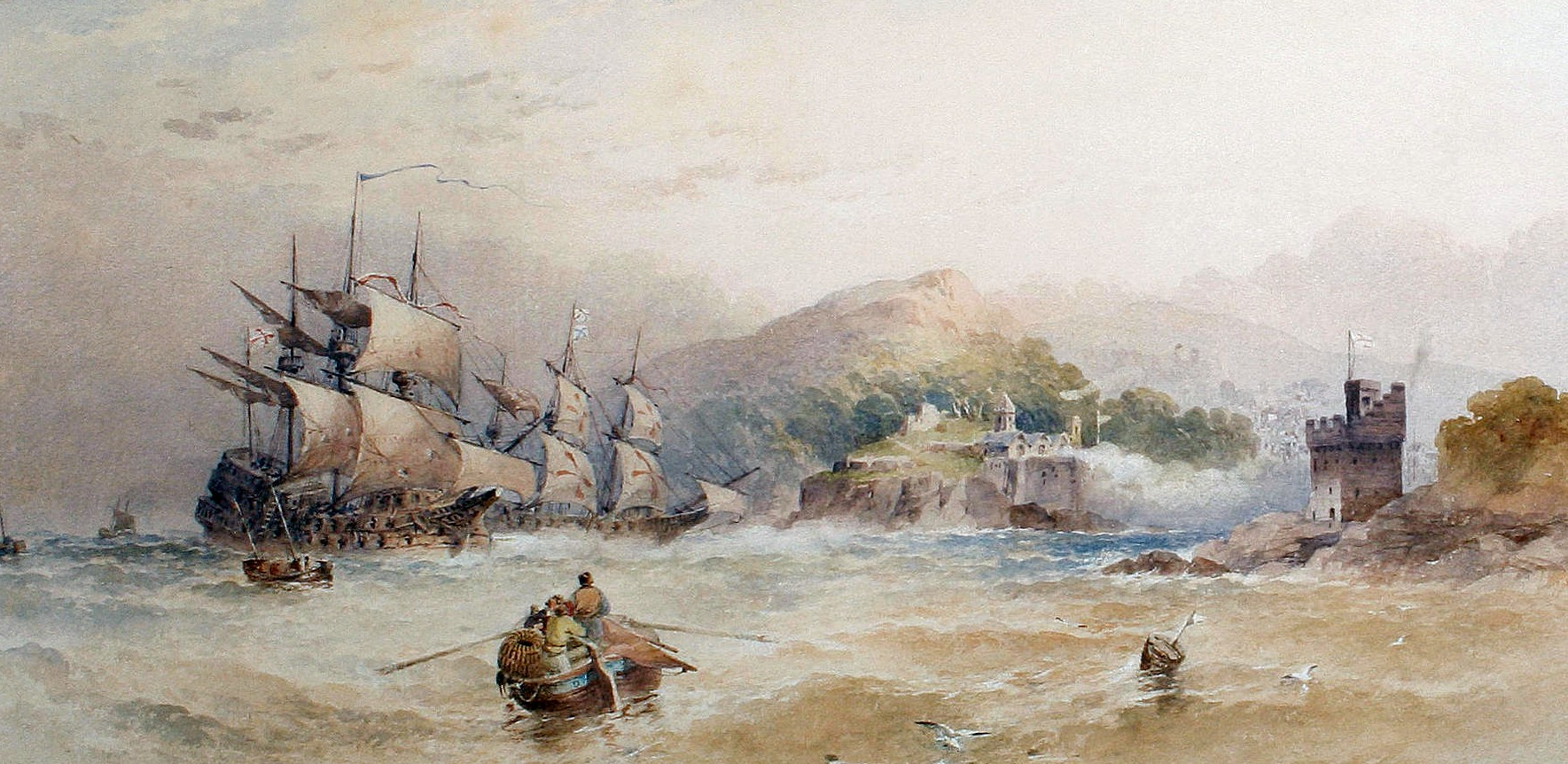
A chegada do grande navio Madre de Deus ao porto de Dartmouth, em 18 de setembro de 1592.

Dartmouth enviou vários navios para se juntar à frota inglesa que atacou a Armada Espanhola, incluindo o Roebuck, o Crescent e o Hart. O Nuestra Señora del Rosario, o "navio pagador" da Armada Espanhola comandado pelo Almirante Pedro de Valdés, foi capturado com toda a sua tripulação por Sir Francis Drake. O navio teria ficado ancorado no rio Dart por mais de um ano e a tripulação foi usada como mão de obra na vizinha Greenway Estate, que era a casa de Sir Humphrey Gilbert e seu meio-irmão Sir Walter Raleigh. Mais tarde, Greenway foi a casa de Dame Agatha Christie.
Em 1592, o Madre de Deus, um navio de tesouro português capturado pelos ingleses nos Açores, atracou no porto de Dartmouth. Ele atraiu todos os tipos de comerciantes, negociantes, ladrões e ladrões e, quando Sir Walter Raleigh chegou para reivindicar a parte da Coroa no saque, uma carga estimada em meio milhão de libras havia sido reduzida para £ 140.000. Ainda assim, foram necessários dez cargueiros para transportar o tesouro até Londres.
Henry Hudson atracou em Dartmouth em seu retorno da América do Norte e foi preso por navegar sob bandeira estrangeira. Os Pilgrim Fathers aportaram na enseada de Bayard, em Dartmouth, a caminho de Southampton para a América. Eles descansaram um pouco antes de partir em sua jornada no Mayflower e no Speedwell em 20 de agosto de 1620. Cerca de 300 milhas a oeste de Land's End, ao perceber que o Speedwell não estava em condições de navegar, ele retornou a Plymouth. O Mayflower partiu sozinho para completar a travessia até Cabo Cod. A cidade irmã de Dartmouth é Dartmouth, Massachusetts.

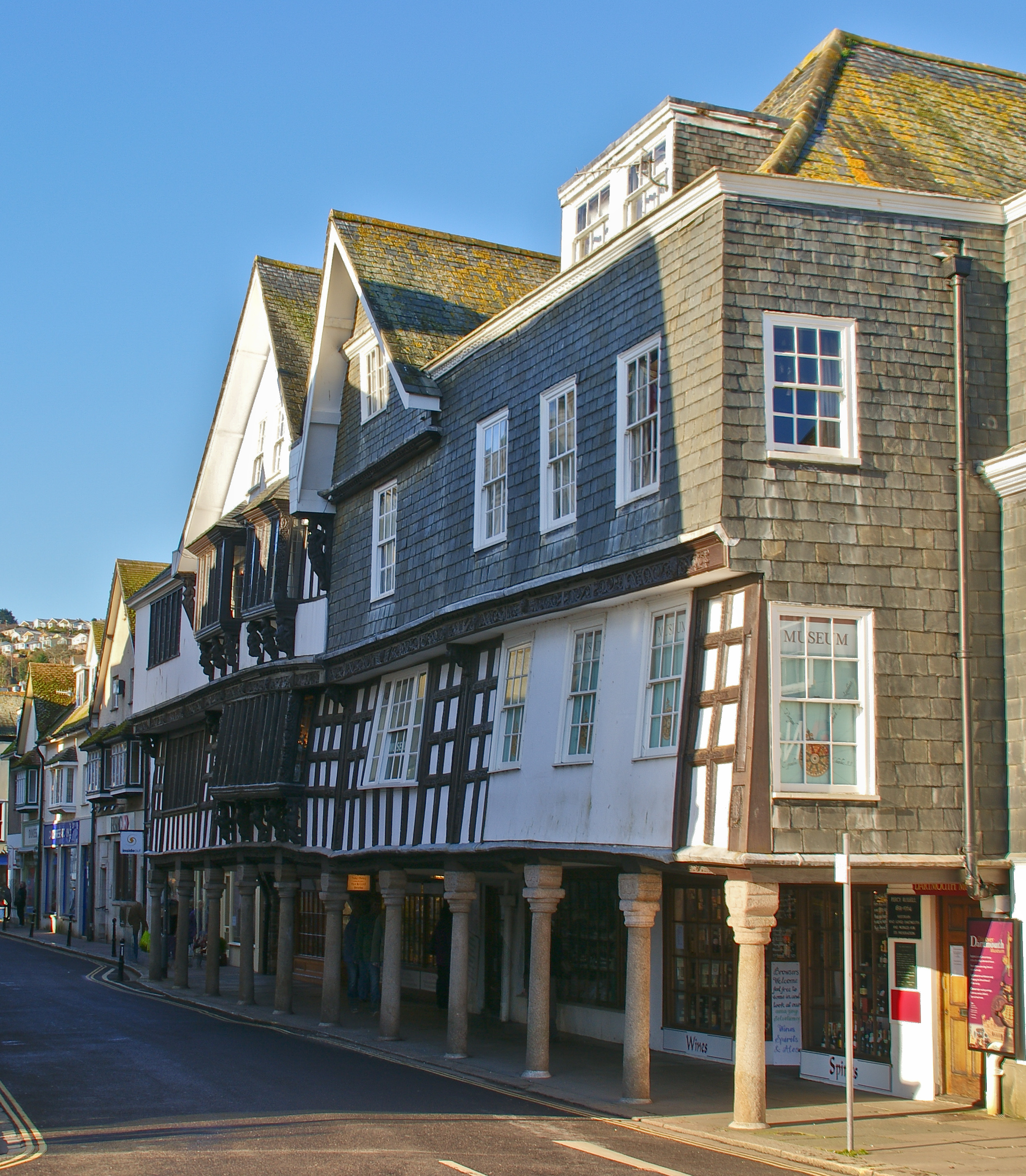
O Butterwalk.

A cidade contém muitas ruas medievais e elisabetanas e é uma colcha de retalhos de ruas estreitas e escadas de pedra. Um número significativo de edifícios históricos está listado. Um dos mais óbvios é o Butterwalk, construído entre 1635 e 1640. Sua fachada de madeira intrincadamente entalhada é sustentada por colunas de granito. Em 1671, Charles II realizou uma corte no Butterwalk enquanto se protegia de tempestades em uma sala que agora faz parte do Museu de Dartmouth. Grande parte do interior sobreviveu àquela época.
O hotel Royal Castle foi construído em 1639 no então novo cais. O edifício foi reformulado no século XIX e, como a nova fachada é listada, não é possível ver o original que fica embaixo. Um candidato a prédio mais antigo é a antiga casa de um comerciante na rua Higher, hoje uma casa pública listada pelo Good Beer Guide chamada The Cherub, construída por volta de 1380. A Casa Agincourt (próxima à Lower Ferry) também é do século XIV.
Os restos de um forte em Gallants Bower, nos arredores da cidade, são alguns dos vestígios mais bem preservados de uma estrutura defensiva da Guerra Civil. O forte foi construído pelas forças de ocupação monarquistas em cerca de 1643, a sudeste da cidade, com um forte semelhante em Mount Ridley, nas encostas opostas do que hoje é Kingswear. O general parlamentar Fairfax atacou pelo norte em 1646, tomando a cidade e forçando os monarquistas a se renderem, após o que Gallants Bower foi demolido.

### Século XIX
Antes de 1671, o que hoje é o centro da cidade era quase inteiramente um lodaçal de maré. A New Road (agora Victoria Road) foi construída sobre o leito da Mill Pool (assoreada) e até o vale do Ford depois de 1823. Spithead foi ampliada em 1864, quando a Dartmouth & Torbay Railway chegou a Kingswear e um pontão foi construído, ligado a Spithead por uma ponte. Os diretores da ferrovia e outros formaram a Dartmouth Harbour Commissioners. Naquela época, todas as ruas das partes de Dartmouth que não eram reivindicações de terras eram muito estreitas. Em 1864-1877, a rua Higher foi ampliada para Southtown e ligada à rua Lower, que também foi ampliada, e a parte norte passou a se chamar Fairfax Place. Alguns dos edifícios foram reconstruídos mais para trás com fachadas decorativas. Em 1881, os Harbour Commissioners elaboraram um projeto para um aterro ou esplanada de perto da Lower Ferry até Hardness, atravessando as ruínas de The Pool, para oferecer uma atração para os turistas e mais espaço para atracação. A obra foi concluída em 1885, após muita discordância no bairro, os Commissioners e a Railway (atualmente Great Western Railway). Uma nova estação também foi construída nessa época. A construção do aterro deixou uma seção do rio isolada entre Spithead e New Ground, conhecida como The Boatfloat, que é ligada ao rio por uma ponte para pequenas embarcações sob a estrada.
A chegada dos navios a vapor fez com que Dartmouth fosse usado como porto de abastecimento, com o carvão sendo trazido por navio ou trem. Os lumpers de carvão eram membros de gangues que competiam para abastecer os navios, correndo para serem os primeiros a chegar a um navio. Isso fez com que os homens vivessem o mais próximo possível do rio, e seus cortiços ficaram superlotados, com as famílias vivendo em condições de favela, com até 15 famílias em uma casa, uma família por cômodo.
A Instituição Royal National Lifeboat abriu a Estação Dart Lifeboat em Sand Quay em 1878, mas ela foi fechada em 1896. Durante todo esse tempo, apenas um resgate efetivo foi feito pela Estação.

### Século XX
A área ao norte de Ridge Hill era uma baía rasa e lamacenta ("Coombe Mud") com uma estrada estreita ao longo da costa que ligava a Higher Ferry. A lama era um local de despejo de embarcações e de um submarino. A recuperação foi concluída em 1937 com a extensão do aterro e a recuperação da lama atrás dele, que se tornou o Coronation Park.

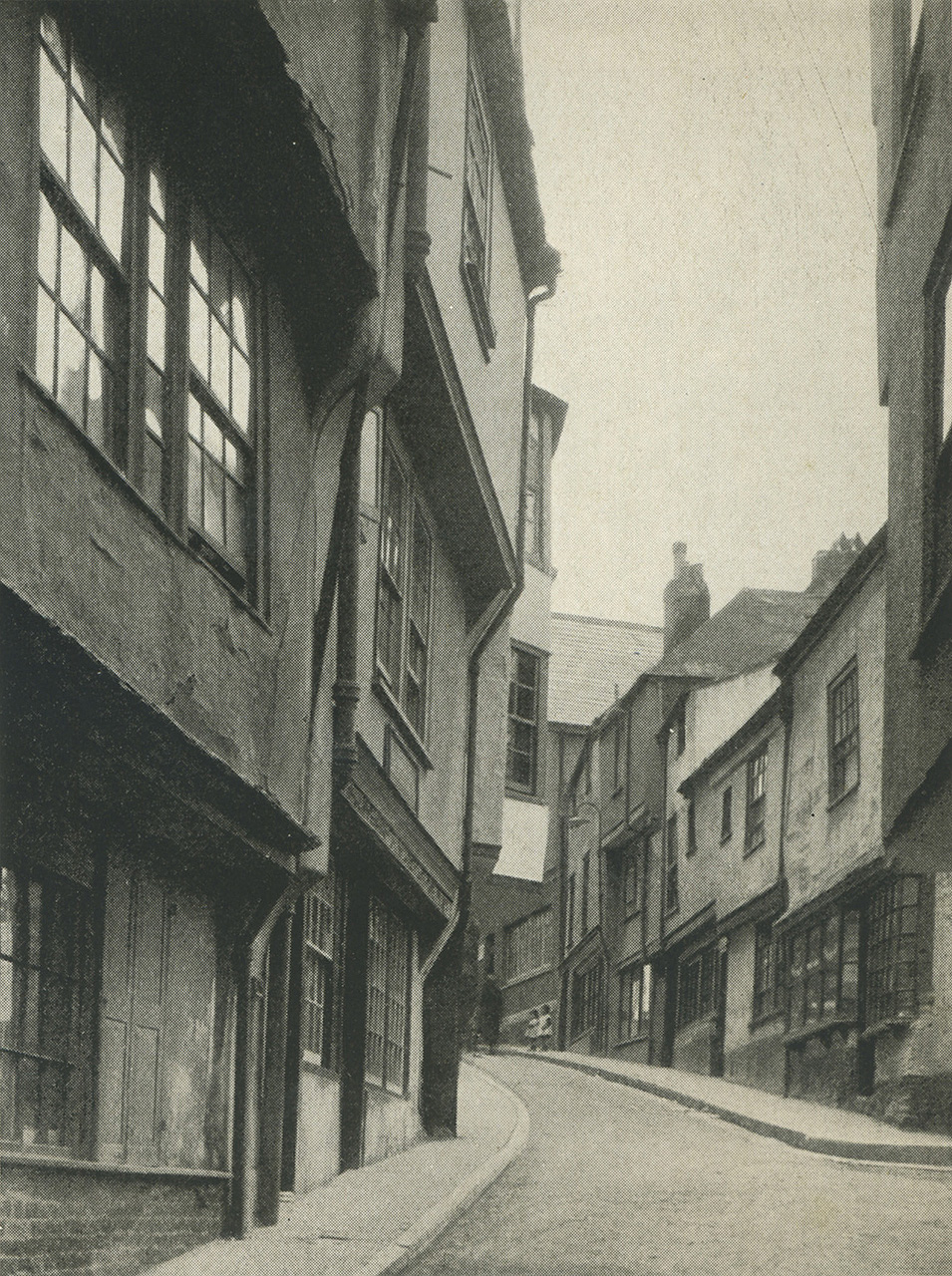
Rua Smith por volta de 1930.

Na década de 1920, com a ajuda de subsídios do governo, o conselho começou a limpar as favelas. Isso foi auxiliado pelo declínio no uso do carvão como combustível para navios. As favelas foram demolidas e os habitantes foram realojados em novas casas na área da avenida Britannia, a oeste do antigo vilarejo ou aldeia de Townstal. O processo foi interrompido pela Segunda Guerra Mundial, mas foi retomado com a construção de muitos pré-fabricados e, posteriormente, de mais casas. As instalações comunitárias eram mínimas no início, mas uma área central foi reservada para uma igreja, que foi usada pelos batistas e inaugurada em 1954, juntamente com uma pista de corrida. Essa última foi posteriormente usada para moradia, mas um novo centro comunitário foi inaugurado nas proximidades, juntamente com um centro de lazer, uma piscina externa e, mais tarde, uma piscina interna, e supermercados. Há também unidades industriais leves.
Na última parte da Segunda Guerra Mundial, a cidade foi uma base para as forças americanas e um dos pontos de partida para praia de Utah nos desembarques do Dia D. Também foram construídas rampas de lançamento e melhorias no porto. Grande parte da paisagem circundante e, principalmente, Slapton Sands, foi fechada ao público enquanto era usada pelas tropas americanas para praticar aterrissagens e manobras. Entre 1985 e 1990, o aterro foi ampliado em 6 metros e elevado para evitar inundações nas marés de primavera. Uma eclusa de maré foi instalada na ponte Boatfloat, que podia ser fechada nessas ocasiões.

### Século 21
A Estação Dart Lifeboat foi reaberta em 2007, a primeira vez que um barco salva-vidas esteve estacionado na cidade desde 1896. Inicialmente, ele foi mantido em um prédio temporário no Pa\rque Coronation.
Em 2010, um incêndio danificou seriamente várias propriedades históricas em Fairfax Place e rua Higher. Vários deles eram edifícios Tudor e classificados como Grau I ou Grau II.

## Governança
A cidade era um antigo bairro, incorporado por Edward III, conhecido formalmente como Clifton-Dartmouth-Hardness, e que consistia nas três paróquias de St. Petrox, St. Saviour e Townstal, e incorporava os vilarejos de Ford, Old Mill e Norton. Foi reformada pela Lei das Corporações Municipais de 1835. A cidade elegeu dois membros do parlamento desde o século XIII até 1835, após o que um Membro do Parlamento (MP) foi eleito até que a cidade foi destituída de seus direitos em 1868. Ela permaneceu como um município até 1974, quando foi incorporada ao distrito de South Hams e se tornou uma paróquia sucessora de Dartmouth com um conselho municipal.
O Conselho Municipal de Dartmouth é o mais baixo dos três níveis do governo local. É composto por 16 conselheiros que representam as duas subdivisões eleitorais (wards) de Clifton e Townstal. No segundo nível, Dartmouth faz parte da ala de Dartmouth e Kingswear do Conselho Distrital de South Hams, que elege três conselheiros. No nível superior do governo local, a Divisão Eleitoral de Dartmouth e Kingswear elege um membro para o Conselho do Condado de Devon.

## Cultura e turismo

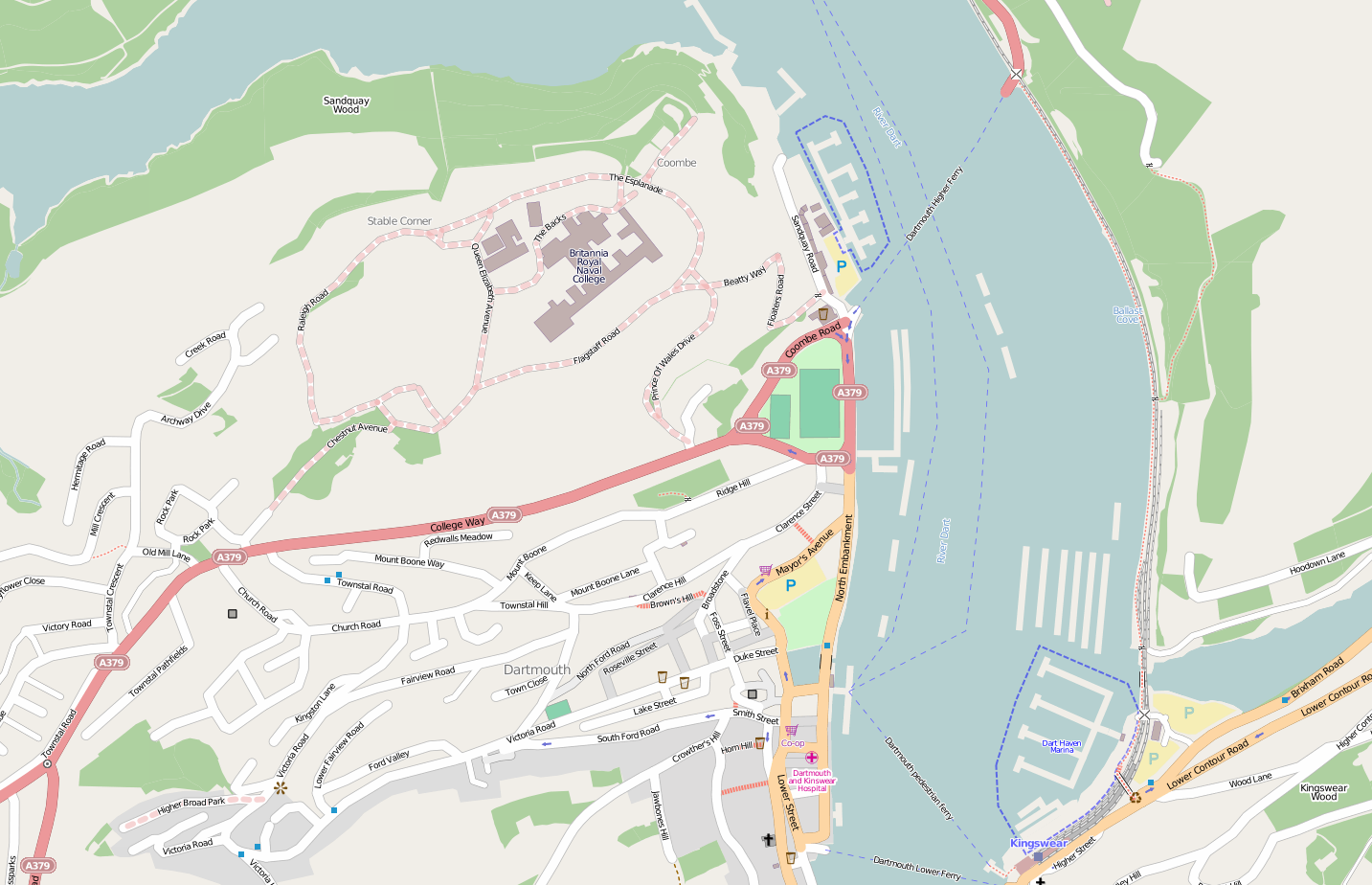
Mapa de Dartmouth.

A Regata Real do Porto de Dartmouth é realizada anualmente durante três dias no final de agosto. O evento conta com as tradicionais corridas de barcos de regata, além de mercados, feiras de diversões, jogos comunitários, apresentações musicais, exibições aéreas, incluindo as Red Arrows, e fogos de artifício. Um navio de guarda da Marinha Real está frequentemente presente no evento. Outros eventos culturais incluem festivais de cerveja em fevereiro e julho (o último em Kingswear), um festival de música e um fim de semana de arte e artesanato em junho, um festival gastronômico em outubro e um evento de Natal à luz de velas.
O Centro Flavel incorpora a biblioteca pública e os espaços para apresentações, com filmes, música ao vivo, comédia e exposições.
A enseada de Bayard foi usada em várias produções de televisão, incluindo The Onedin Line, uma popular série dramática da BBC que foi exibida de 1971 a 1980. Muitas das cenas da popular série da BBC Down to Earth, estrelada por Ricky Tomlinson, foram filmadas em vários locais da cidade.
Entre as atrações turísticas notáveis estão a Britannia Royal Naval College de Dartmouth, o Forte da enseada de Bayard, o Castelo de Dartmouth e a Dartmouth Steam Railway, que termina em Kingswear, na margem oposta do rio.
Várias empresas oferecem cruzeiros de barco para lugares próximos ao longo da costa (como Torbay e Start Bay) e rio acima (para Totnes, Dittisham e Greenway Estate). O paddlesteamer PS Kingswear Castle retornou à cidade em 2013. A Trilha Nacional do Caminho da Costa Sudoeste passa pela cidade e também por extensas propriedades costeiras do National Trust em Little Dartmouth e Brownstone (Kingswear). A Trilha do Vale Dart começa em Dartmouth, com rotas em ambos os lados do rio Dart até Dittisham, e continua até Totnes via Cornworthy, Tuckenhay e Ashprington. Há muito tempo, a área é bem vista para a prática de iatismo, e há muitas marinas em Sandquay, Kingswear e Noss (aproximadamente 1,6 km ao norte de Kingswear).

## Clima
A estação meteorológica do Met Office mais próxima é Slapton, a cerca de 8 km a sudoeste de Dartmouth e a uma distância semelhante da costa. Assim como no restante das Ilhas Britânicas e no sudoeste da Inglaterra, a área tem um clima marítimo com verões quentes e invernos amenos - isso é particularmente acentuado devido à sua posição próxima à costa - os extremos variam de uma mínima recorde de apenas -8,0 °C em janeiro de 1987 até uma máxima recorde de 30,5 °C em junho de 1976.
| Dados climáticos para Slapton, elevação: 32 m, normais de 1981–2010, extremos 1960–presente | Dados climáticos para Slapton, elevação: 32 m, normais de 1981–2010, extremos 1960–presente | Dados climáticos para Slapton, elevação: 32 m, normais de 1981–2010, extremos 1960–presente | Dados climáticos para Slapton, elevação: 32 m, normais de 1981–2010, extremos 1960–presente | Dados climáticos para Slapton, elevação: 32 m, normais de 1981–2010, extremos 1960–presente | Dados climáticos para Slapton, elevação: 32 m, normais de 1981–2010, extremos 1960–presente | Dados climáticos para Slapton, elevação: 32 m, normais de 1981–2010, extremos 1960–presente | Dados climáticos para Slapton, elevação: 32 m, normais de 1981–2010, extremos 1960–presente | Dados climáticos para Slapton, elevação: 32 m, normais de 1981–2010, extremos 1960–presente | Dados climáticos para Slapton, elevação: 32 m, normais de 1981–2010, extremos 1960–presente | Dados climáticos para Slapton, elevação: 32 m, normais de 1981–2010, extremos 1960–presente | Dados climáticos para Slapton, elevação: 32 m, normais de 1981–2010, extremos 1960–presente | Dados climáticos para Slapton, elevação: 32 m, normais de 1981–2010, extremos 1960–presente | Dados climáticos para Slapton, elevação: 32 m, normais de 1981–2010, extremos 1960–presente |
| Mês                                                                                         | Jan                                                                                         | Fev                                                                                         | Mar                                                                                         | Abr                                                                                         | Mai                                                                                         | Jun                                                                                         | Jul                                                                                         | Ago                                                                                         | Set                                                                                         | Out                                                                                         | Nov                                                                                         | Dez                                                                                         | Ano                                                                                         |
| ------------------------------------------------------------------------------------------- | ------------------------------------------------------------------------------------------- | ------------------------------------------------------------------------------------------- | ------------------------------------------------------------------------------------------- | ------------------------------------------------------------------------------------------- | ------------------------------------------------------------------------------------------- | ------------------------------------------------------------------------------------------- | ------------------------------------------------------------------------------------------- | ------------------------------------------------------------------------------------------- | ------------------------------------------------------------------------------------------- | ------------------------------------------------------------------------------------------- | ------------------------------------------------------------------------------------------- | ------------------------------------------------------------------------------------------- | ------------------------------------------------------------------------------------------- |
| Recorde alta °C (°F)                                                                        | 14.6 (58.3)                                                                                 | 16.2 (61.2)                                                                                 | 19.5 (67.1)                                                                                 | 20.5 (68.9)                                                                                 | 24.0 (75.2)                                                                                 | 30.5 (86.9)                                                                                 | 28.0 (82.4)                                                                                 | 28.5 (83.3)                                                                                 | 25.0 (77)                                                                                   | 21.9 (71.4)                                                                                 | 17.7 (63.9)                                                                                 | 15.7 (60.3)                                                                                 | 30.5 (86.9)                                                                                 |
| Média alta °C (°F)                                                                          | 9.2 (48.6)                                                                                  | 9.1 (48.4)                                                                                  | 10.8 (51.4)                                                                                 | 12.8 (55)                                                                                   | 15.7 (60.3)                                                                                 | 18.6 (65.5)                                                                                 | 20.7 (69.3)                                                                                 | 20.7 (69.3)                                                                                 | 18.5 (65.3)                                                                                 | 15.2 (59.4)                                                                                 | 12.0 (53.6)                                                                                 | 9.8 (49.6)                                                                                  | 14.5 (58.1)                                                                                 |
| Média diária °C (°F)                                                                        | 6.5 (43.7)                                                                                  | 6.3 (43.3)                                                                                  | 7.8 (46)                                                                                    | 9.2 (48.6)                                                                                  | 12.1 (53.8)                                                                                 | 14.6 (58.3)                                                                                 | 16.8 (62.2)                                                                                 | 16.9 (62.4)                                                                                 | 15.0 (59)                                                                                   | 12.3 (54.1)                                                                                 | 9.2 (48.6)                                                                                  | 7.1 (44.8)                                                                                  | 11.1 (52)                                                                                   |
| Média baixa °C (°F)                                                                         | 3.8 (38.8)                                                                                  | 3.5 (38.3)                                                                                  | 4.8 (40.6)                                                                                  | 5.6 (42.1)                                                                                  | 8.4 (47.1)                                                                                  | 10.6 (51.1)                                                                                 | 12.8 (55)                                                                                   | 13.0 (55.4)                                                                                 | 11.4 (52.5)                                                                                 | 9.3 (48.7)                                                                                  | 6.4 (43.5)                                                                                  | 4.4 (39.9)                                                                                  | 7.9 (46.2)                                                                                  |
| Recorde baixa °C (°F)                                                                       | −8.0 (17.6)                                                                                 | −6.8 (19.8)                                                                                 | −6.5 (20.3)                                                                                 | −2.5 (27.5)                                                                                 | −0.1 (31.8)                                                                                 | 2.5 (36.5)                                                                                  | 6.2 (43.2)                                                                                  | 6.0 (42.8)                                                                                  | 3.9 (39)                                                                                    | 0.2 (32.4)                                                                                  | −2.7 (27.1)                                                                                 | −6.0 (21.2)                                                                                 | −8 (17.6)                                                                                   |
| Média precipitação mm (pol.)                                                                | 123.5 (4.862)                                                                               | 94.0 (3.701)                                                                                | 90.0 (3.543)                                                                                | 70.4 (2.772)                                                                                | 67.0 (2.638)                                                                                | 60.9 (2.398)                                                                                | 63.8 (2.512)                                                                                | 66.1 (2.602)                                                                                | 71.9 (2.831)                                                                                | 114.3 (4.5)                                                                                 | 118.6 (4.669)                                                                               | 133.5 (5.256)                                                                               | 1 074 (42,283)                                                                              |
| Média de dias de precipitação (≥ 1.0 mm)                                                    | 14.7                                                                                        | 11.5                                                                                        | 12.7                                                                                        | 10.5                                                                                        | 9.9                                                                                         | 8.2                                                                                         | 8.6                                                                                         | 9.2                                                                                         | 9.7                                                                                         | 13.7                                                                                        | 14.5                                                                                        | 14.6                                                                                        | 137.7                                                                                       |
| Média mensal horas de sol                                                                   | 57.5                                                                                        | 76.4                                                                                        | 118.5                                                                                       | 180.7                                                                                       | 210.7                                                                                       | 213.9                                                                                       | 215.6                                                                                       | 198.0                                                                                       | 154.9                                                                                       | 102.3                                                                                       | 74.8                                                                                        | 48.3                                                                                        | 1 651,6                                                                                     |
| Source #1: Met Office                                                                       |                                                                                             |                                                                                             |                                                                                             |                                                                                             |                                                                                             |                                                                                             |                                                                                             |                                                                                             |                                                                                             |                                                                                             |                                                                                             |                                                                                             |                                                                                             |
| Source #2: KNMI                                                                             |                                                                                             |                                                                                             |                                                                                             |                                                                                             |                                                                                             |                                                                                             |                                                                                             |                                                                                             |                                                                                             |                                                                                             |                                                                                             |                                                                                             |                                                                                             |

## Transporte
Dartmouth é ligada a Kingswear, do outro lado do rio Dart, por três balsas. A Higher Ferry e a Lower Ferry são balsas veiculares. A Passenger Ferry, como o próprio nome sugere, transporta apenas passageiros, principalmente para se conectar com a Dartmouth Steam Railway na estação ferroviária de Kingswear. A ponte mais próxima sobre o Dart fica em Totnes, a cerca de 18 km de distância por estrada.

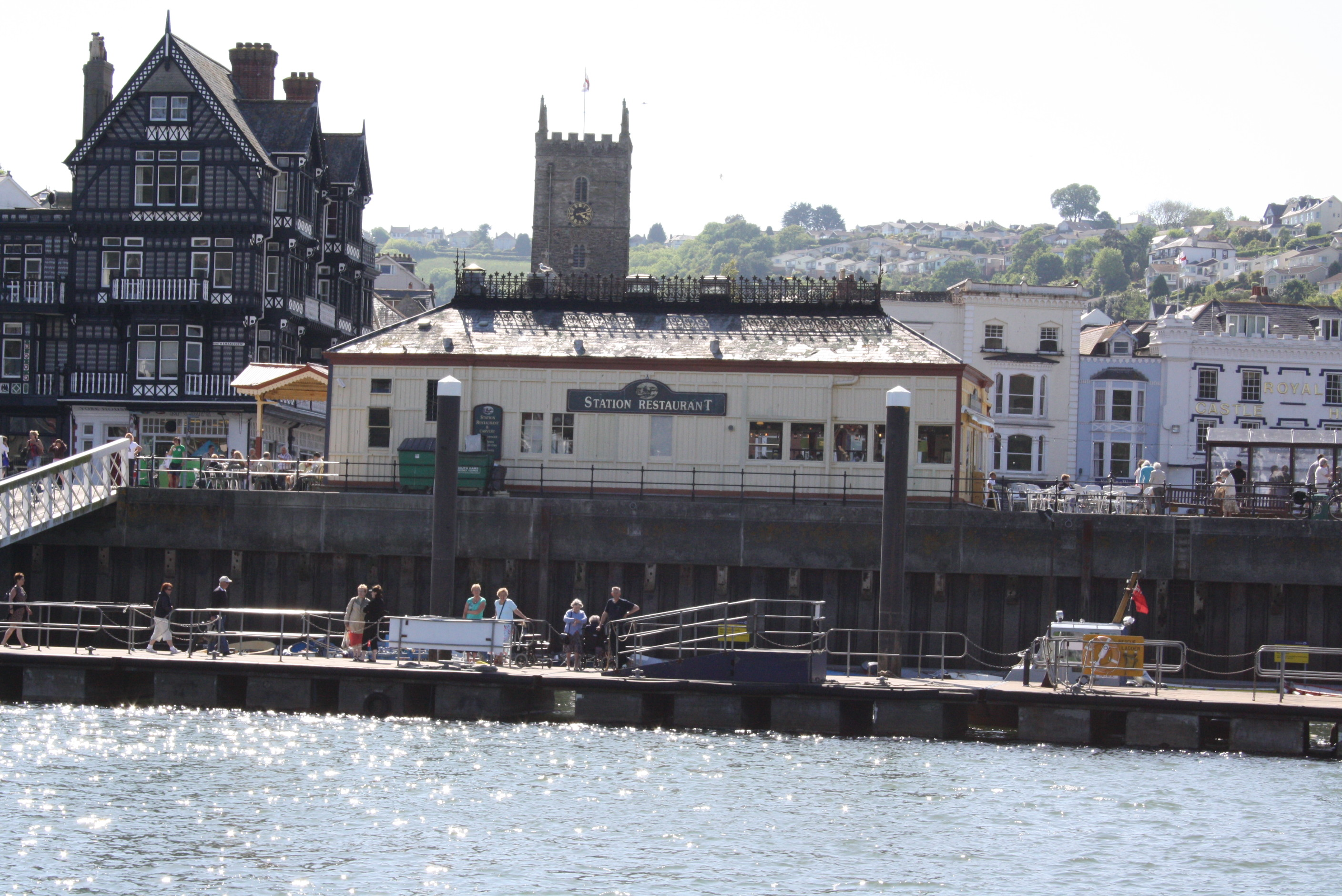
Prédio da estação de Dartmouth, atualmente um restaurante.

A estrada A379 passa por Dartmouth, ligando a cidade a Slapton e Kingsbridge, a sudoeste, e a Torbay, a leste, através da Higher Ferry. A A3122 conecta Dartmouth a um entroncamento com a A381 e, portanto, a Totnes e a uma rota mais direta para Kingsbridge. A Stagecoach South West oferece serviços de ônibus urbanos locais e ligações para Plymouth, Totnes, Exeter e Kingsbridge. Além disso, oferece conexões para os resorts de Brixham, Paignton e Torquay, em Torbay, a partir de Kingswear, por meio da balsa.
Nenhuma ferrovia chegou a Dartmouth, mas a cidade tem uma estação ferroviária, inaugurada em 31 de março de 1890 para substituir a instalação original no pontão, embora agora seja um restaurante. Na verdade, a estação ferroviária de Dartmouth foi construída enquanto a linha de Paignton até o rio Dart ainda estava sendo construída, antecipando a construção de uma ponte sobre o rio perto do atual Greenway Halt. A linha ferroviária para Kingswear foi inaugurada em 1864. Como resultado da escassez de capital, foi proposto um desvio do esquema original para operar a linha de Churston a Greenway com um serviço de vapor para Dartmouth, mas foi derrotado no Parlamento. Foi sugerido que isso poderia, em uma data posterior, ser usado como um ponto de partida para uma ponte para a margem oeste do Dart e uma linha direta para Dartmouth. Em 1900, foi proposto um esquema de ferrovia leve para uma travessia do Dart perto de Maypool para se juntar a outra linha de Totnes e, em seguida, prosseguir para Kingsbridge e Yealmpton, com um ramal para Salcombe. Isso também foi derrotado por falta de fundos. A ferrovia terminava em uma estação chamada "Kingswear for Dartmouth" (agora na Dartmouth Steam Railway) e uma balsa levava os passageiros pelo rio até a estação ferroviária de Dartmouth, que tinha um pontão exclusivo. A British Railways fechou formalmente a linha para trens de passageiros em 1973, mas ela foi reaberta imediatamente como uma linha histórica e funciona como tal desde então.

## Educação

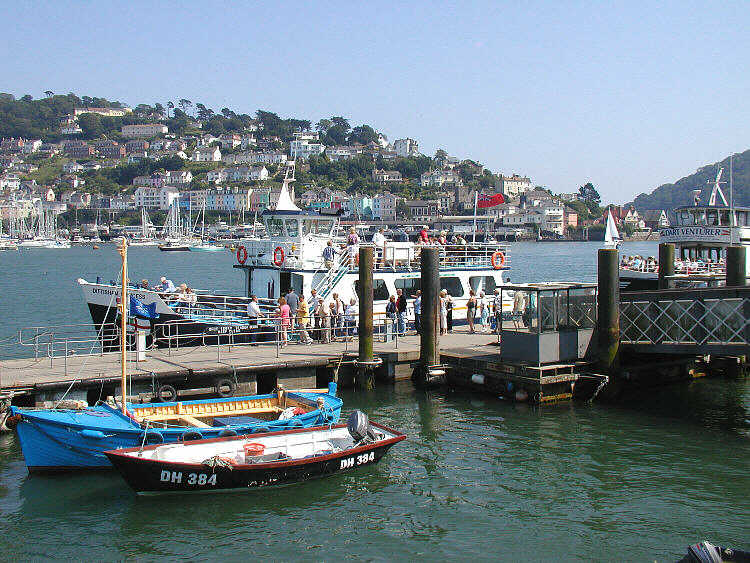
Kingswear seen from Dartmouth

### Britannia Royal Naval College
A cidade abriga a escola de treinamento de oficiais da Marinha Real (Britannia Royal Naval College), onde todos os oficiais da Marinha Real e muitos oficiais navais estrangeiros são treinados.

### Escolas
Dartmouth tem uma escola primária, a St John the Baptist R.C. Primary School, e uma escola integral, a Dartmouth Academy, para alunos de 3 a 16 anos. Dartmouth também tem uma pré-escola no centro da cidade, estabelecida há mais de 40 anos e sediada nas antigas salas da escola vitoriana na South Ford Road. Ela atende a crianças de 2 a 5 anos e é administrada como uma organização beneficente.

## Esporte e lazer
Dartmouth tem um clube de futebol que não pertence à liga, o Dartmouth A.F.C., que joga em Long Cross.
Dartmouth também sedia anualmente o Campeonato Mundial de Rally Indoor, baseado em corridas de carros no final do verão.
No final de agosto e início de setembro, ocorre anualmente a Regata Real do Porto de Dartmouth.
Desde 1905, Dartmouth tem uma estufa como parte dos Royal Avenue Gardens. Em maio de 2013, esse edifício, usado nos 10 anos anteriores pela Dartmouth in Bloom, uma organização sem fins lucrativos afiliada à Britain in Bloom, foi fechado por não ter condições estruturais. Há propostas para restaurar a estufa ao seu estilo eduardiano anterior.

## Habitantes notáveis
- George Parker Bidder (1806-1878), engenheiro civil e prodígio em cálculos, notável por seu trabalho em ferrovias em grande parte do mundo, bem como nas docas do East End no Porto de Londres. Bidder morreu em sua casa em Paradise Point, perto do riacho Warfleet, e está enterrado na vizinha Stoke Fleming.
- Simon Drew (nascido em 1952), cartunista e ilustrador bem-sucedido comercialmente, mora em Dartmouth e tem uma loja na rua Fosse.
- John Flavel (ca.1627-1691), ministro presbiteriano puritano e autor inglês.
- Gordon Onslow Ford (1912-2003), um dos principais pintores surrealistas britânicos, frequentou o Royal Naval College.
- Sir John Harvey Jones (1924-2008), empresário e apresentador de televisão, frequentou o Royal Naval College.
- Rachel Kempson (1910-2003), atriz de teatro e cinema, nasceu em Dartmouth. Ela foi esposa de Sir Michael Redgrave e mãe de Vanessa, Lynn e Corin, e publicou sua autobiografia, Life Among the Redgraves, em 1988.
- Christopher Robin Milne (1920-1996), filho de A. A. Milne, que deu nome ao personagem Christopher Robin dos livros do Ursinho Pooh, era proprietário da livraria Harbour. A livraria fechou em setembro de 2011.[55]
- Thomas Newcomen (1664-1729), o inventor do motor a vapor de Newcomen - o primeiro motor de bombeamento movido a vapor bem-sucedido - nasceu em Dartmouth em 1663. Um motor a vapor Newcomen do século XVIII em funcionamento está em exposição na cidade.[56]
- Sir Nicholas Harris Nicolas GCMG KH (1799-1848), um antiquário inglês.[57]
- Mary Nightingale (nascida em 1963), apresentadora de notícias da ITV, morou em Dartmouth durante grande parte de sua infância.
- John "Jack" Russell (1795-1883), pároco inglês, entusiasta da caça à raposa e criador de cães.[58]
- Flora Thompson (1876-1947), morou em Above Town entre 1928 e 1940, escrevendo Lark Rise e Over to Candleford durante esse período. Os livros foram publicados posteriormente como Lark Rise to Candleford. Ela está enterrada no cemitério de Longcross.
- Theodore Veale (1892-1980), condecorado com a Cruz Vitória durante a Primeira Guerra Mundial.
- John L. Wimbush (1854-1914), pintor de paisagens e retratos.